# San Lucas (Michoacán)
San Lucas, est une municipalité dans l'état de Michoacán, au Mexique.